# Dzsainizmus

Dzsain zászló, középen az ind szvasztikával, továbbá három ponttal, amely a 3 ékkőt jelképezi, és a félhold a ponttal, amely a megváltást jelenti

A dzsainizmus (szanszkrit: जैन) egy olyan ősi aszketikus (sramana) eredetű vallás és filozófia, ami már az írott történelem kezdetekor létezett, már az indus-völgyi civilizációból (i. e. 3000-1500) megmaradt leletekben is megtalálható. Az ind vallásfilozófia egyike.
Végleges, mai alakját csak Mahávíra herceg, másképp Vardhamána (vallási nevén: Dzsina, Kr. e. 6. század) tanításaiból nyerte. A dzsainizmus magát örökkévaló és univerzális igazságok gyűjteményének tartja, amiket az emberiség időnként elfelejt, de újra és újra visszatérnek a megvilágosodott vagy mindentudóvá vált emberek tanításain keresztül.
Bár India hatalmas lakosságának ma kevesebb mint fél százaléka dzsaina, a dzsainizmus ennél jóval nagyobb hatást gyakorolt a társadalomra, a politikára, a gazdaságra és a vallásra. 

## Kialakulása

A dzsainák 1975-ben, Mahávíra megvilágosodásának 2500. évfordulójára választották vallásuk szimbólumává e jelet, amelyet gyakran az ahinszá (erőszakmentesség) felirattal látnak el

A dzsain szó a szanszkrit dzsina (“győztes”) gyökből származik. Győztesként jellemezték a 24 nagy tanítót, tírthankarát (gázlókészítők) akik önmegtartóztatásukkal uralták testüket, szenvedélyeiket és lelküket, és így elérték a megszabadulás (móksa) állapotát, azaz megszabadultak a születés és halál örökös körforgásából. Tanításuk örökké fogva létező és amennyiben feledésbe menne, a „Három Ékkő” formájában a tírthankarák azt életre keltik.  24 dzsainát ismernek el tanítónak, akik kapcsolataikat megszakítva az anyagi világgal elérték a tökéletes bölcsességet (kevala). Mindegyik a hindu ksatria (harcos) kaszthoz tartozott, csakúgy mint Buddha is. A huszonharmadik - Pársva - és a huszonnegyedik - Mahávíra - kivételével a gázlókészítők legendabeli alakok. Minden Tírthankara a „kerék forgása” (avasarpini) által meghatározott időben született. Ahogy a kerék alászáll, úgy romlik a Tírthankarák fizikai állapota is, egyre fogy a földön eltöltött idejük. Az első gázlókészítők óriások voltak és hihetetlen hosszú ideig éltek. (lásd még más hagyományokból az első emberek életkora: Noé és kortársainak életkora.) 
A gázlókészítők a mostani félidőciklusban (avasarpini) jelentek meg.
Az elsőről, Risabháról azt tartják, hogy nagyon hosszú ideig élt, Pársva, a 23. tírthankara - aki a mindentudás birtokosa lett - 250 évig élt, míg Mahávíra, az utolsó csak addig, mint egy átlagos ember.[forrás?]
A vallás, hagyományos nevén Dzsain Dharma, mely az i. e. 6. században vált el a hinduizmustól önálló hit- és filozófiai rendszerként. A dzsainizmus alapja a hindu herceg, Mahávíra (i. e. 599-527) (vallási nevén: Dzsina) tanításai, mely az emberiség által időnként elvesztett örök és általános igazságok megértését és osztályozását tekinti fő feladatának. A dzsainok  szerint az elveszett igazságok később ismét felbukkannak a felvilágosulást és mindentudást (Keval Gnan) nyert emberi lények tanításán keresztül. Szerintük a világegyetem ezen részén, az idő jelenlegi fél-ciklusában a filozófia először Risabha által adódott át az emberiségnek, amit az 1921-ben az indus-völgyi civilizáció (~i. e. 3000-1500) ásatásai nyomán feltárt pecsétek és más leletek megerősíteni látszanak.

## Irányzatai
Feltehetőleg a Kr. e. 1. században szakadt két részre a vallás: 
- digambarákra („levegőbe öltözöttek”), akik szerint az aszkétáknak mezítelenül kell járniuk, és elvetni az erőszak minden formáját,
- svétámbarákra („fehér ruhájúak”), akik a ruha viselését engedélyezik, és elfogadják a nők megszabadulásának (móksa) lehetőségét is.

A két csoport közötti további eltérések: a svétámbara aszkéták tálat használnak a kolduláshoz és az étkezéshez, a digambarák nem. A svétámbarák elfogadják az ősi írásokat (ágamák, sziddhánták), a digambarák szerint a szent iratok elvesztek a hanyatlás korában. Ez utóbbi kérdésben mindkét csoport elfogadja, hogy a tírthankarák beszédeiből a legősibb szövegek, a "púrvák" elvesztek. 
A két irányzat békésen él együtt, bár éles feszültség forrását képezi a szent helyek tulajdonviszonyának és láthatóságának kérdése. Jelenleg több mint 130 hely körül folyik vita. 

## Életmódjuk
Az erőszakmentességről alkotott elképzelésük miatt a dzsainok az egyszerű vegetarianizmuson túllépve semmi olyan növényt sem esznek, ami a növény életét veszélyeztetné (mint például répát, hagymát, krumplit). A szerzetes életet élők az utcán járva tollseprűvel tisztítják meg a helyet, ahová lépni fognak, hogy nehogy véletlenül is rálépjenek valami élőlényre, és a szájukat és orrukat is betakarják ebből a célból. Szokásaik szerint nem isznak, esznek vagy utaznak naplemente után, és a napfelkelte mindig útra, munkára készen találja őket.
A vallás hívőinek nagy többsége világi ember, de a minden élőlény kímélésére (ahinszá) vonatkozó parancsok betartásának ma is érezhető a kihatása a dzsainák kenyérkereső életére. Mivel nemcsak a tapasztalhatóan eleven lények (emberek, állatok, növények), hanem az elemek, mint a föld, a levegő és a víz részecskéi is élőnek számítanak, a dzsainizmus követői el vannak tiltva egy sor foglalkozási tevékenységtől és emiatt inkább valamilyen értelmiségi vagy kereskedői hivatást választanak. Sok dzsaina annak köszönheti fényes anyagi helyzetét, hogy kereskedőként vagy bankárként tevékenykedik az üzleti életben. A bőkezűségükről ismert dzsainák ma befolyásos csoportot alkotnak Indiában. 

## Öt nagy fogadalom
A dzsaina aszkéták által tett fogadalmak, amelyeket mind a digambarák, mind a svétámbarák Mahávíra tanításának lényegi foglalatának tekintenek :
1. (ahimsza) tartózkodás minden élőlény bántalmazásától
2. (szatja) mindig igazat mondani
3. (asztéja) a tulajdon tisztelete; nem vehető el semmi, amit nem adnak
4. (brahmacsarja) szexuális önmegtartóztatás
5. (aparigraha) a tulajdonról és vágyakról való lemondás

## Templomok

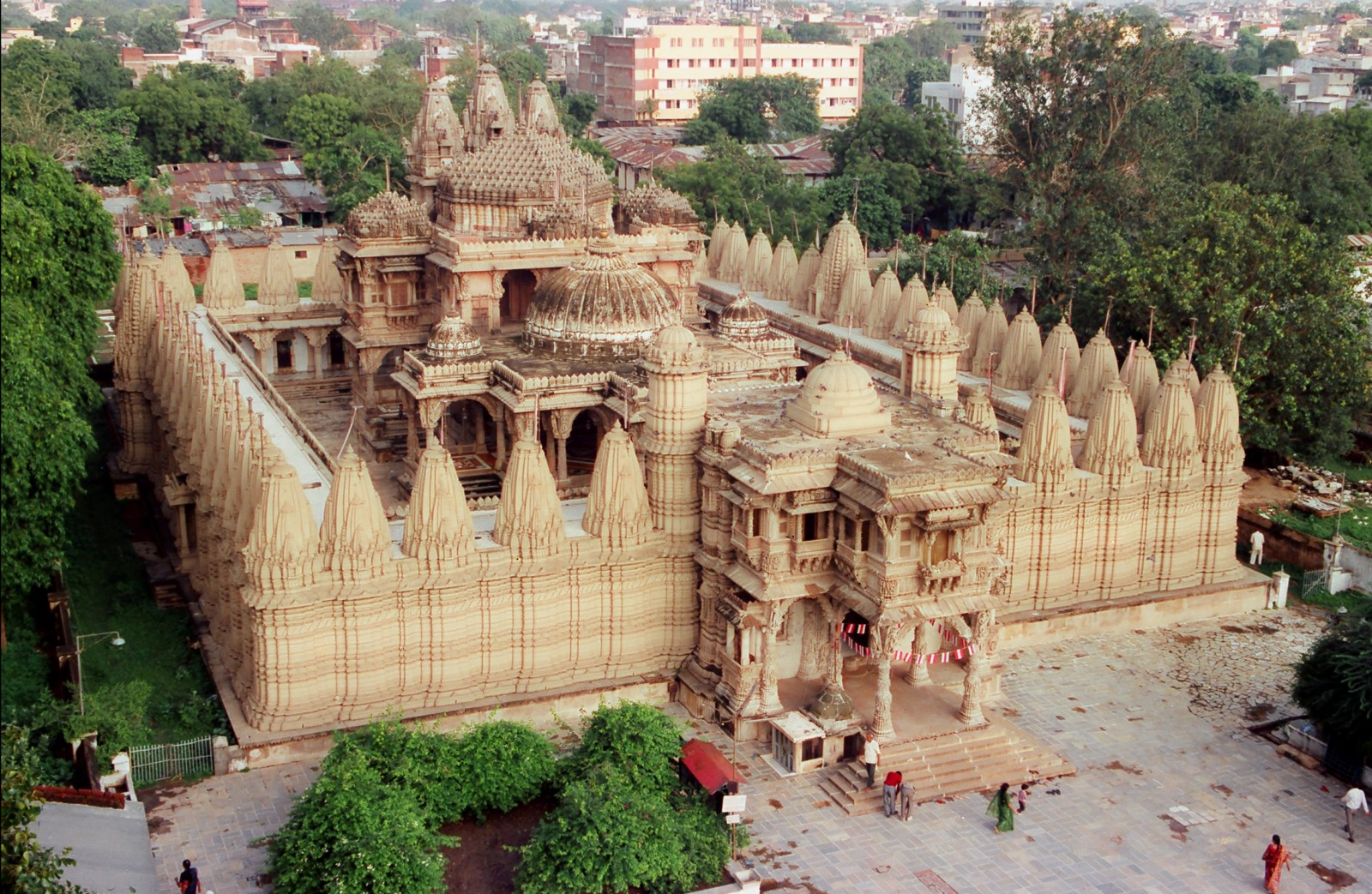
Sheth Hutheesinh nevű dzsain templom Ahmadábádban

Rádzsasztánban és Gudzsarátban a dzsain templomra a "derasar" szót használják. A baszti vagy baszadi is jellemzően egy dzsain szentély vagy templom.
A szabadban épült templomaik fantasztikus szépségűek, művészi kivitelűek, építőanyaguk gyakran értékes márvány. A templomok belsejében, a szentélyben áll Dzsina szobra, körös körül kis fülkékben a kisebb tírthankara szobrok.
Templomaikat ott építették, hol egy olyan dzsina vagy tírthankara született, aki elérte a megvilágosodást, vagy a nirvánába jutott. Vannak templomvárosok is, amelyek Girnárban és Satrundzsajában, valamint Ábúban és Szamétszikhavában négy szent hegy csúcsát ékesítik. Ezek esetében olyan templomegyüttesről van szó,  amelyeket védelmet nyújtó falakkal vettek körül és kisebb településhez hasonlítanak. A hozzájuk tartozó zarándokváros mindig a hegy lábánál terül el. Szentnek tekintik a hegyet, mivel mindig misztikus történések helyei. 
Meg lehet még említeni a "baszti"kat (hindi: जैन मन्दिर), amelyekben a 24 tírthankara közül csak egyet tisztelnek és a "béttu"kat, amelyek folyosóval körülvett belső udvarok, ahol az életnagyságot meghaladó meztelen, egyenesen álló aszkétaszobrokat részesítik tiszteletben. 

## Kultusz

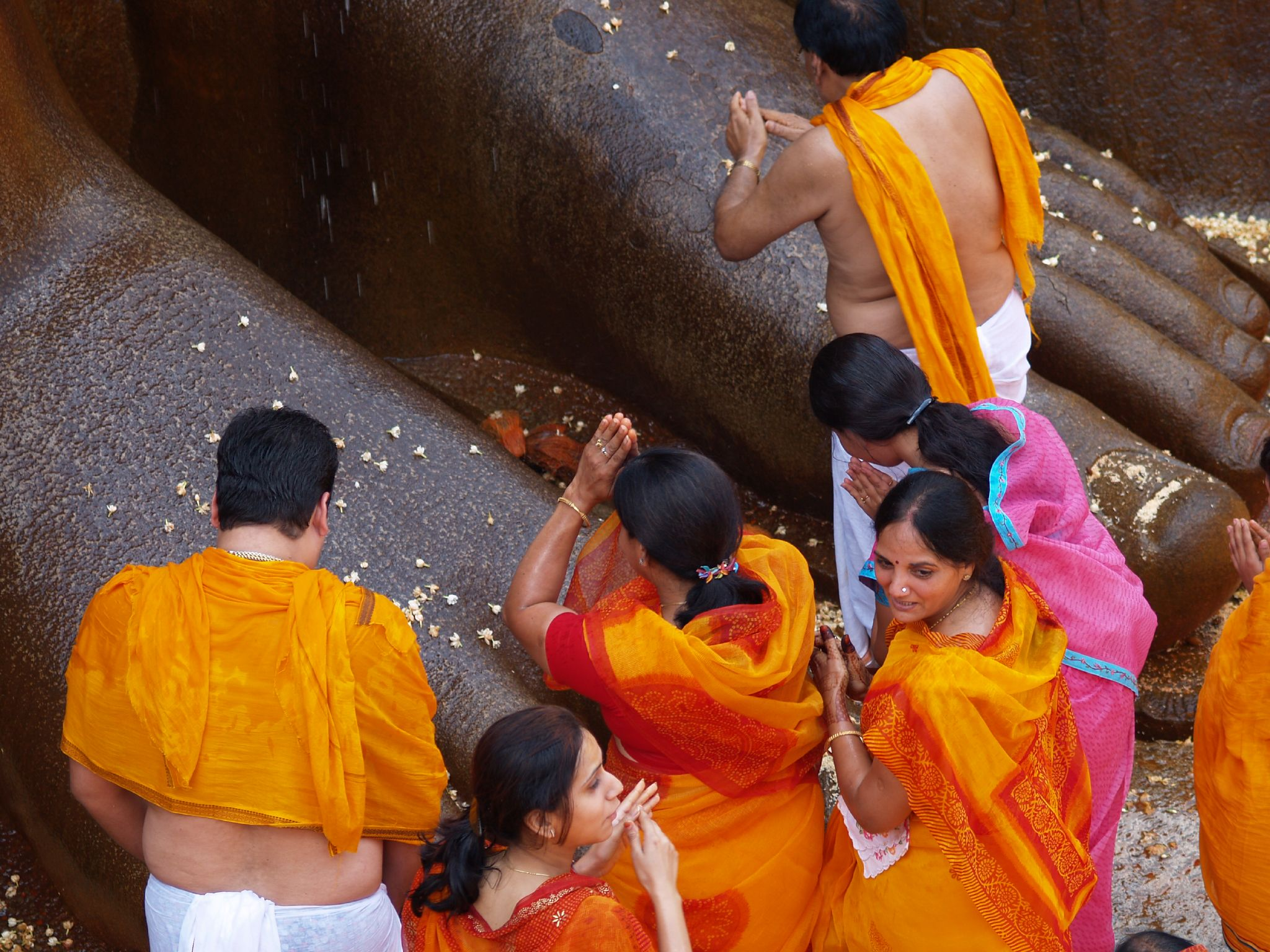
Dzsaina hívők a Gomatésvara szobor lábánál Sravánabélagóla-ban

A dzsaina kultusz nem az istenség imádását célozza, hanem a lelket akarja megtisztítani a hozzá tapadó karmától, s ezzel együtt a szenvedéstől. A kultusz közössége azon alapul, hogy a gyülekezet e cél elérésén közös erővel, egymás buzgóságából is merítve munkálkodjék. A kultusz példaképei a tírthankarák, elsősorban Dzsina.  A kultusz gyakorlatilag a tirthankarák feletti meditációban és a himnuszok általi magasztalásokban nyilvánul meg. A laikus hívők a tirthankara szobrokat megmossák, feldíszítik, áldozati ajándékokkal halmozzák el. 
A tírthankarák tiszteletén kívül meghonosodtak bizonyos szertartások a születés, házasság, halál eseményével kapcsolatban is, hindu mintára. A dzsainistáknál is van egyfajta emlékhelykultusz, és a sztúpakultusz. A legrégibb és leghatalmasabb szent helyek a barlangtemplomok. 
A templomi istentiszteletet szerzetes-funkcionáriusok végzik, akiket a gyülekezet tart el. A templomi kultuszban való részvétel feltétele a tisztaság. E célból a hívők előzetesen megtisztálkodnak és ünnepi ruhát öltenek. 
A nagyobb ünnepek közül az első a nyolc napig tartó Pariusana , amelyet a tírthankarák tiszteletére szenteltek. Az esős évszak közepén, általában augusztusban tartják. A másik nagy ünnep a Szentkerék (Sziddha-Csakra-púdzsa) tiszteletének ünnepe. Ezt évente kétszer: tavasszal és ősszel tartják. Vannak a hindukkal közös ünnepeik is (pl. a Díváli). 
A leghíresebb dzsaina templomok az Ábú-hegyen épült Dilvara-templomok. Zarándokhelyeik közül a legismertebb és leghíresebb a Csota Nágpur keleti végében fekvő Parasnath-hegy; a hagyomány alapján Pársvanátha nirvánába menetelének helyszíne. 

## Filozófia
Nézetük szerint a létezők kategóriákba sorolhatók: vannak dzsívák (élők) és adzsívák (élettelenek). A dzsíva eszméje nélkül nem érthető a dzsainizmus, mert ők minden embernek, állatnak, rovarnak, növénynek, sőt még a földnek, a tűznek, a víznek és a levegőnek is élő lelket tulajdonítanak. Nézetük szerint a világot végtelenül sok dzsíva népesíti be, mindegyik valós, önálló és örök, s tudat (csaitanja), öröm (szukha) és energia (vírja) jellemzi.
Tanításuk szerint „minden egyes élőlény egy örök életű lélekkel rendelkező egyén”, mely saját cselekedeteiért felelős. A dzsainok hitük feladatának tartják az egyének tanítását hogy ők legjobb képességük szerint gondolkozzanak és éljenek olyan életet, mely minden élőlény lelki természetét tiszteli és becsüli. A dzsainok Istent a tiszta szellem változhatatlan jellegeinek tekintik. Ezek közül a négy legfontosabb a Végtelen Tudás (Ananta Gnana), Észlelés (Darsan), Tudatosság (Csajtánya) és Boldogság (Súk). A világmindenség maga kezdet- és vég nélküli örök-létező (ezért tekintik a dzsainizmust egy teremtő isten nélküli vallásnak).
A filozófiájuknak hosszú időn keresztül írt kiterjedt irodalma van, és sokan a mintegy 1800 évvel ezelőtt, az Umasvati nevű szerzetes által írt Tattvarta Szútra (Valóságok Könyve)-t tartják fő „szentírás”-uknak.
A dzsain karmafilozófia tanulmányozója bármely okozatot vissza tud vezetni egy bizonyos karmára. Akik a "Három Ékkő" (helyes hit, helyes tudás, helyes viselkedés) segítségével minden karmát elpusztítanak, elérik a tökéletességet. Istenivé válnak és dzsináknak nevezik őket. A dzsina, vagyis aki minden világi vágyat sikeresen legyőzött, ugyanaz a dzsaináknak, mint Buddha, a tökéletesen megvilágosodott szent a buddhistáknak.  Azok a dzsinák, akik minden korban az örök törvényt hirdetik és helyreállítják a rendet, tírthankarák néven ismertek. 
A dzsain filozófia szerint minden rossz a rága-dvésa (vonzódás és idegenkedés) kettősének tulajdonítható. Minden viselkedési szabály a daján (könyörületesség) alapszik. A dajának 4 formája van :
- szeretetteljes tettet végrehajtani és cserébe nem várni semmit
- örvendeni mások jólétének
- együtt érezni a nyomorúságban lévő emberekkel és enyhíteni fájdalmukon
- szánalmat táplálni a bűnösök iránt

A dzsainizmus minden élőlény egyetemes testvériségét és egyenlőségét hirdeti, emellett a legnagyobb önfegyelem gyakorlására buzdítja a követőit. Az egyén - saját erőfeszítései segítségével - felszabadítja rejtett értékeit, amelyeket elhomályosítanak a rajta kívül álló tényezők. A tisztaság vagy tökéletesség állapota csak az emberi létben érhető el a "Három Ékkő" révén. Potenciálisan minden lélek isteni természetű, és elérheti a megszabadulást (móksa). A megszabadult lélek a Sziddhaksétra síkra távozik, amely e világ "csúcsán" található. 
Realista szempontból tagolja részekre a valóságot, s a szánkhjával és a buddhista gondolkodással rokonságot mutató ismeretelmélete van. A dzsaina filozófusok jelentős mértékben gazdagították az ind filozófiát, elsősorban a najaváda és a szjádváda tanaival, amelyek együttesen a valóság sokszínűségét írják le.

### Istenképzet

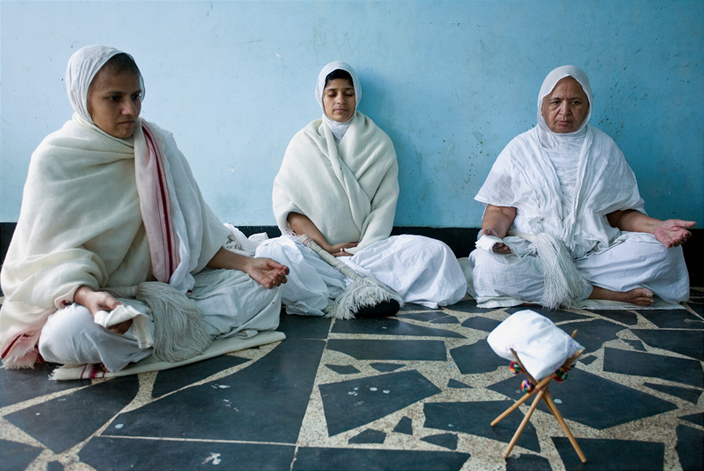
Dzsaina apácák meditációban

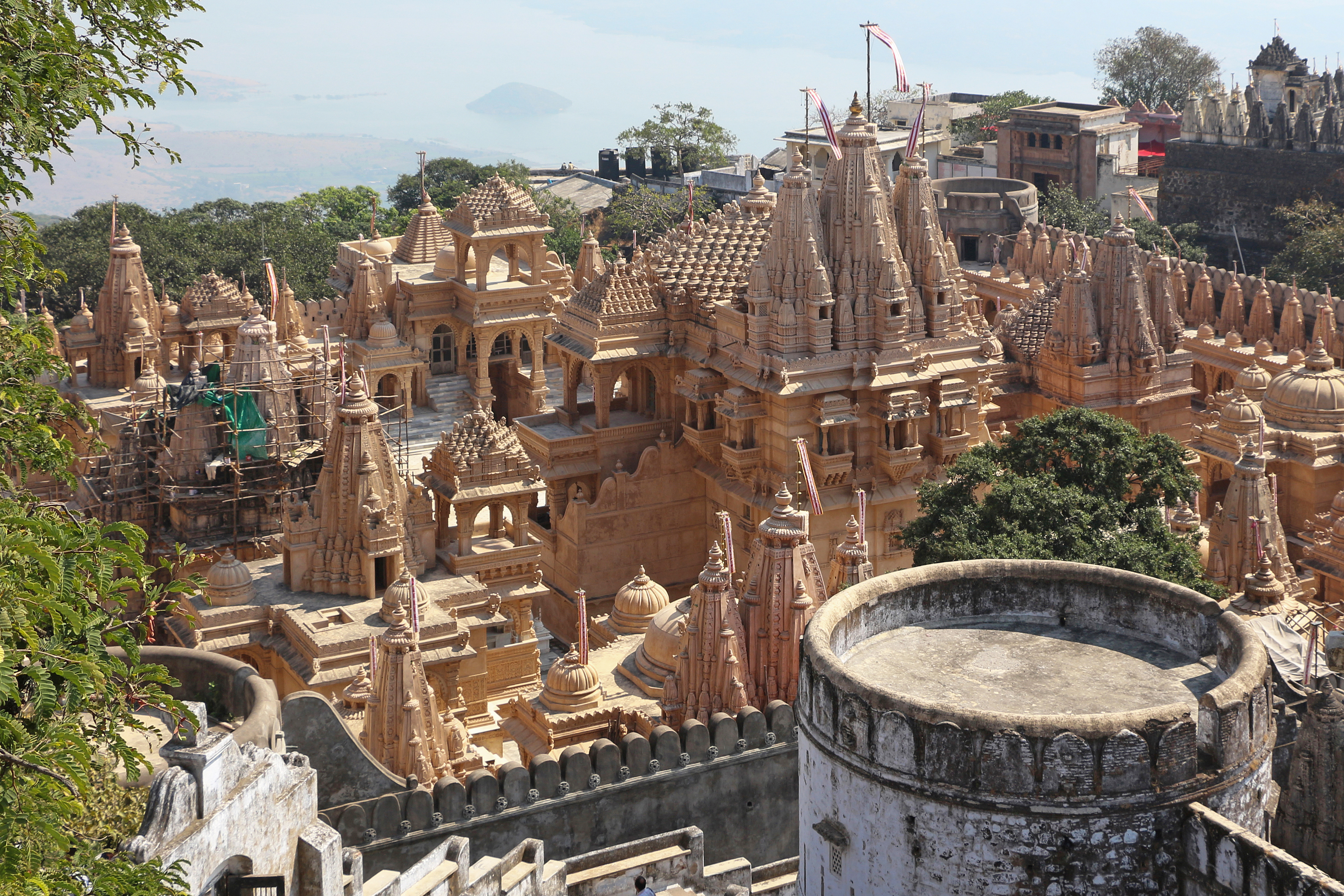
Pálítáná dzsain zarándokhely templomkomplexuma

Akik sikeresen megszabadultak a karmájuktól (azaz az ebben-, vagy a reinkarnálódott életükben következményekkel járó tettek felhagyásával), elérik a Végtelen Tudás, Végtelen Meglátás, Végtelen Hatalom, és Végtelen Gyönyörűség állapotát, vagyis megistenülnek, dzsinává válnak és így nem kell az újjászületést többé elszenvedniük.
Nem hisznek egy Teremtő Istenben, és a Dzsainák (Dzsájnák) nem irányítják sem a világmindenséget, sem az emberiséget, mert mindazok saját törvényeik (kozmikus, vagyis általános- és karmás, vagyis a tettek következményei által befolyásolt, megváltoztatott „valóság” törvényei) által működnek. A Dzsájnok szellemei megtartják egyéni személyiségüket. Azért, hogy mások a felszabadulást elérhessék, mintegy ösztönző hidakként Huszonnégy Dzsájnát imádnak, akik közül a legkésőbbi a vallás alapítója. Minden élőlény Istenné válhat a megvilágosulás által. Ahogy több és több ember megvilágosul, az istenek száma megszámlálhatatlanná válik.

### A világ

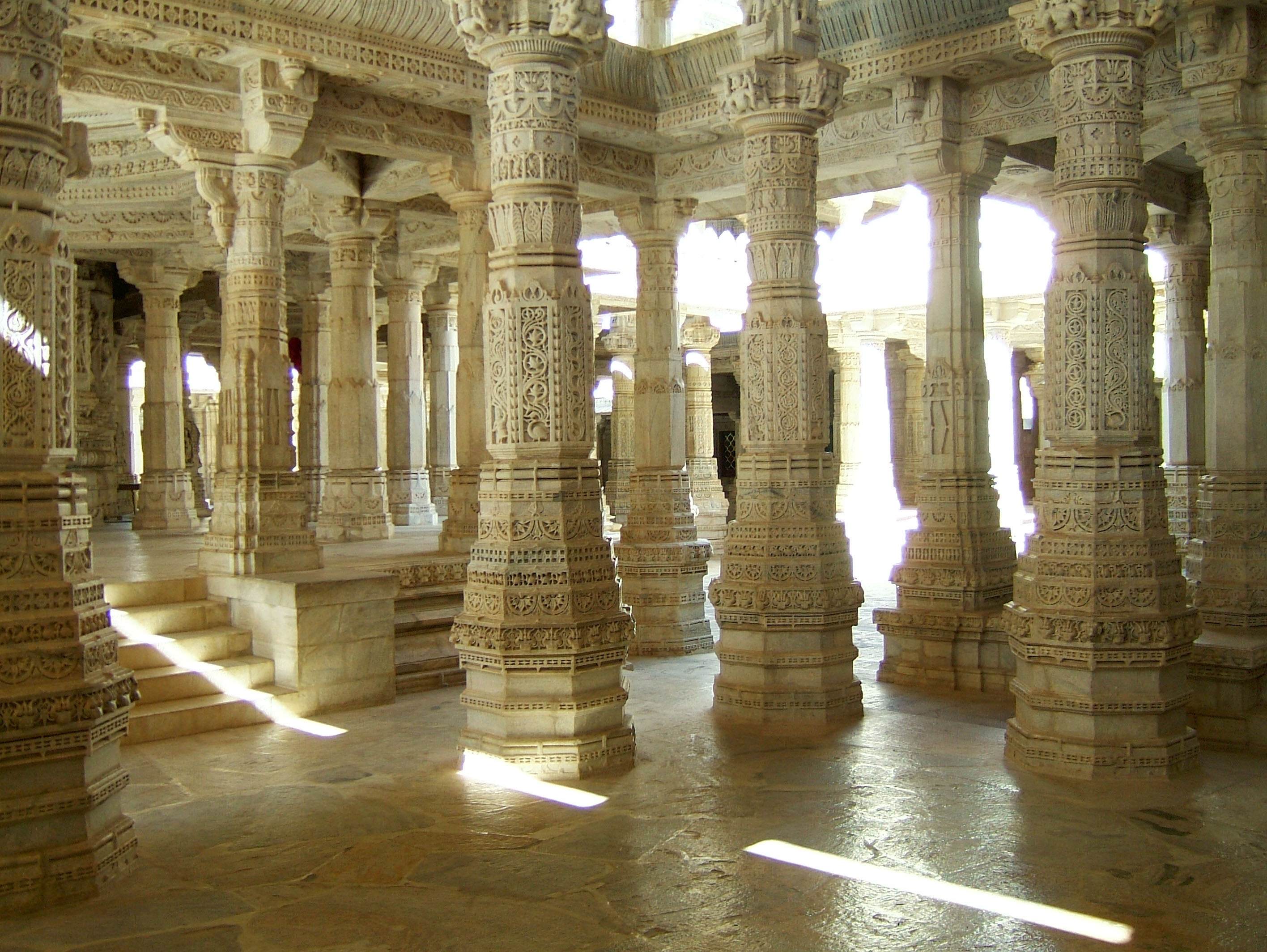
A ranakpuri dzsaina templom belsője

A dzsainizmusban kétféle megközelítés létezik : 
- dravjárthi kanaja: a világ kezdet és vég nélküli
- parjajárthi kanaja: minden pillanatban végbemegy a teremtés és a pusztulás

A dzsainok azt állítják, hogy a világegyetem, mivel örök atomokból áll, mindig létezett, és örökké létezni is fog  és a saját kozmikus törvényei alapján működik.
Hitük szerint hat olyan valóságos szubsztancia van, amelyek a világot alkotják. Ezek a tér, az idő, az anyag, a lelkek, a dharmásztikája (a mozgást előidéző szubsztancia) és az adharmásztikája (a stabilitást vagy nyugalmat előidéző szubsztancia). Az idő kezdet és vég nélküli. Az anyagi dolgok atomokból állnak. A világnak nincs a világegyetemen túli teremtője vagy irányítója. Nincs más a világon, csak szubsztancia, amelyből sokféle létezik. A lét nem választható el a szubsztanciától. 

### A halál után
A karma törvényei alapján az egyének szelleme újraszületik amíg megvilágosul és felszabadul. Az egyén karmája (az egyén tetteinek természetes következményei) határozza meg, hogy milyen életformában születik újra. A teljesen felszabadult egyén istenné válik és mindentudó és mindenható lesz.[forrás?]
A dzsaináknak kész kozmográfiájuk van a halál utáni életről, amelyen a középső világhoz tartozik az emberek lakta terület. Alatta egyre kínzóbb állapotot kínáló poklok helyezkednek el, fölötte egyre fényesebb mennyek sorakoznak, köztük az istenek lakhelyével. De nem a mennyek kínálják azt az állapotot, ahová az embernek el kell jutnia: a testhez már nem kötődő dzsívák (lelkek) az "enyhén meggörbülő" Iszatpragbharában lakoznak. 

### Megtestesülések
A dzsainák nem hisznek a megtestesülésben, minthogy szerintük az istenek a felvilágosult állapot elérése által az újraszületés alól felmentett emberek.

### Miért van Gonosz?
Az embereknek szabad akaratuk van hamisságok elkövetésére. A sóvárgás, kötődés és tudatlanság az újraszületések során felhalmozódik és végül a kapzsiságnak, gyűlöletnek és erőszaknak nevezett gonoszságokban nyilvánul meg.

### Megváltás

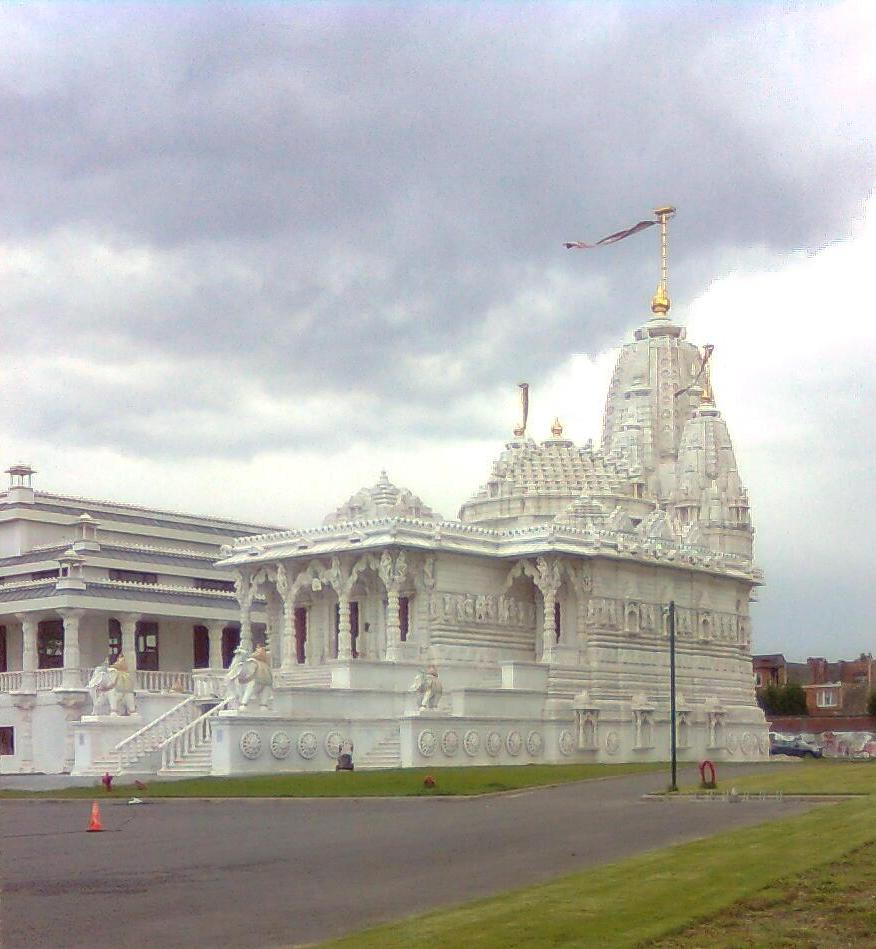
Dzsaina templom Antwerpenben, Belgiumban

Mikor valaki leveti magáról az összes – jó és rossz – karmát és kiolt minden kötődést, akkor ő felvilágosulttá – azaz az újraszületések ciklusaitól felszabadulttá- válik és határtalan értelemmel, ismerettel, hatalommal és boldogsággal rendelkező isten lesz. Ennek érdekében neki követnie kell a helyes hitből, ismeretből és életvitelből alkotott ún. „Három Ékkövet”. Ebbe tartozik az összes életforma iránti erőszakmentesség (még a zöldségekre is vonatkozik: csak olyat szabad enni, ami nem öli meg a növényt (például répát nem lehet fogyasztani). A felszabadulás meggyorsítható gyakori és rendszeres bűnvallással és megtéréssel, és – különösen az élet negyedik szakaszában – aszketikus életvitellel.

### Érdemtelen szenvedés
A szenvedés a jelen- és korábbi életekből felhalmozódott kapzsiság, gyűlölet és lelki értetlenség következménye. Ez a „karma”. A szenvedést csupán valótlan tüneménynek tekintik, a testi gyönyörhöz és fájdalomhoz való kötődés eredményeként, minthogy nézeteik szerint semmi sem létezik valóságosan az egy Abszolúton kívül. Szenvedést alkalmasnak tartják a rossz karmától való megszabadulásra.

### Szexualitás
A homoszexualitás rossz karmát eredményez, minthogy a szexualitás kizárólagosan a férj és feleség között, utódok világrahozása érdekében engedhető meg (jobban mondva ilyen esetekben a karma nem növekszik).
A lelki felszabadulás felé vezető ösvényen a szexuális önmegtartóztatás egy követelmény.